# Trichosphaerella
Trichosphaerella of Stekelbolletje is een geslacht van schimmels behorend tot de familie Niessliaceae. De typesoort is Trichosphaerella decipiens. De wetenschappelijke naam van het geslacht werd voor het eerst in 1891 geldig gepubliceerd door E. Bommer, M. Rousseau & Sacc..

## Soorten
Volgens Index Fungorum telt het geslacht zeven soorten (peildatum januari 2022):
| Soortnaam                                              | Auteur(s)                          | Publicatiejaar |
| ------------------------------------------------------ | ---------------------------------- | -------------- |
| Trichosphaerella arecae                                | (Syd.) E. Müll.                    | 1965           |
| Trichosphaerella buckii                                | R.C. Harris & Lendemer             | 2016           |
| Trichosphaerella ceratophora (Vertakt stekelbolletje)  | (Höhn.) E. Müll.                   | 1962           |
| Trichosphaerella decipiens (Deelsporig stekelbolletje) | Sacc., E. Bommer & M. Rousseau     | 1890           |
| Trichosphaerella foliicola                             | Bat. & J.L. Bezerra                | 1964           |
| Trichosphaerella goniospora                            | Döbbeler, W.R. Buck & P.G. Davison | 2015           |
| Trichosphaerella tuberculata                           | Samuels                            | 1983           |